# Spotlight
Spotlight — пошукова система Mac OS X починаючи з версії 10.4 (Tiger) (квітень 2005). Використовується також Здійснює пошук як за іменем, часом створення, так і за вмістом файлів на комп'ютері та в локальній мережі.
Пошуковик також є складовою системи iOS на iPhone.
Для пошуку в більшості випадків достатньо ввести декілька перших літер слова і вибрати підказку або продовжувати набір. У системі можна використовувати ключові слова, за допомогою яких пошук буде здійснюватися тільки по певних типах файлів.
Передбачена фільтрацію результатів пошуку по метаданих. Наприклад, можна відбирати фотографії за моделлю фотоапарата.
За замовчування Spotlight відстежує всі запити (локальні в тому числі) і передає їх на сервера Apple. Передбачена можливість відключення цієї функції.